# Nicolas Le Forestier (skieur nautique)
Pour les articles homonymes, voir Nicolas Le Forestier.
Nicolas Le Forestier est un skieur nautique français né le 30 mars 1973. 

## Carrière sportive
Il remporte le titre de champion du monde en figures en 2001, 2005 et 2007, et est sacré champion d'Europe en 1991, 1993, 1995, 1997, 2000, 2003, 2004, 2005, 2006, 2007 et 2010. Il est médaillé d'or aux Jeux mondiaux de 1997 à Lahti.
Il est élu skieur de l'année par la Fédération internationale de ski nautique et de wakeboard en 2005.
Il est diplômé de l'École supérieure d'électricité (Supélec).